# Nodamura (wirus)
Nodamura – wirus należący do rodzaju Alphanodavirus w rodzinie Nodaviridae.
Po raz pierwszy został wykryty u komarów (Culicidae) żyjących w rejonie Tokio, następnie u wielu owadów i pajęczaków, często bez widocznych objawów patologicznych.
Może wywoływać chorobę wirusową u bezkręgowców (Invertebrata), między innymi u pszczoły miodnej (Apis mellifera) i barciaka większego (Galleria mellonella).